# سلطة تنفيذية
السلطة التنفيذية هي في الاستعمال ذلك الفرع من الحكومة المسؤول عن تنفيذ السياسات والقواعد التي يضعها المجلس التشريعي.
وهكذا فإنها تضم في عضويتها رئيس الحكومة (رئيس الوزراء أو المستشار أو رئيس الجمهورية في النظم الرئاسية). وزملاء ذلك الرئيس من الوزراء والإدارة السياسية الدائمة أو المعينة سياسيا والدوائر من مثل الشرطة والقوات المسلحة.
يحكم قادة الحكومات الديمقراطية بموافقة مواطنيهم. ولا يستمد مثل هؤلاء الزعماء قوتهم لأنهم يسيطرون على جيوش أو ثروة اقتصادية، بل لأنهم يحترمون الحدود المفروضة عليهم من قبل الناخبين في انتخابات حرة ونزيهة.
- يقوم المواطنون في المجتمع الديمقراطي، عن طريق الانتخابات الحرة، بمنح السلطات لزعمائهم كما هي محددة في القانون. وتقسم السلطة في الديمقراطية الدستورية بحيث تقوم السلطة التشريعية بسن القوانين وتقوم السلطة التنفيذية بتنفيذها وتطبيقها، وتقوم السلطة القضائية بالعمل بصورة مستقلة.
- والقادة الديمقراطيون ليسوا دكتاتوريين منتخبين أو «رؤساء لمدى الحياة». وهم يخدمون في مناصبهم لفترات محددة ويقبلون بنتائج الانتخابات الحرة، حتى لو أن ذلك يعني فقدان السيطرة على الحكومة.
- وتحدد السلطة التنفيذية في الديمقراطيات الدستورية بصورة عامة بثلاث طرق: بنظام رقابة وتوازن يفصل بين السلطات التنفيذية والتشريعية والقضائية للحكومة القومية، وبالفدرالية التي تقسم السلطات بين الحكومة القومية وبين حكومات الولايات والحكومات المحلية، وبوجود ضمانات دستورية للحقوق الأساسية.
- وتحدد السلطة التنفيذية على المستوى القومي بالسلطة الدستورية المخولة للسلطة التشريعية ومن قبل سلطة قضائية مستقلة.
- وتنظم السلطة التنفيذية في الديمقراطيات الحديثة بصورة عامة بواحدة من طريقتين: النظام البرلماني أو الرئاسي.
- ويشكل حزب الأغلبية في السلطة التشريعية في النظام البرلماني السلطة التنفيذية للحكومة برئاسة رئيس للوزراء.
- وليس هناك تمييز كلي بين السلطتين التشريعية والتنفيذية في النظام البرلماني، حيث أن رئيس الوزراء وأعضاء مجلس الوزراء يتم استقطابهم من البرلمان. وتكون المعارضة السياسية في مثل هذه الأنظمة الوسيلة الرئيسية للحد من أو ضبط سلطة السلطة التنفيذية.
- ويتم انتخاب الرئيس في النظام الرئاسي بشكل منفصل عن انتخاب أعضاء السلطة التشريعية.
- ويتمتع الرئيس والسلطة التشريعية في النظام الرئاسي بقواعد سلطاتهما ودوائرهما الانتخابية السياسية بحيث يقوم كل منهما بمراقبة وموازنة الآخر.
- لا تستدعي الدول الديمقراطية من حكوماتها أن تكون ضعيفة، بل أن تكون محدودة. وبالتالي فإن الدول الديمقراطية قد تكون بطيئة في التوصل إلى اتفاق حول القضايا القومية، ولكن حين تفعل ذلك فإن زعماءها يتصرفون بسلطة وثقة كبيرتين.
- ويتصرف الزعماء في دولة ديمقراطية في جميع الأوقات ضمن حكم القانون الذي يحدد ويقيد سلطتهم.